# Gerhard Schlimpert
Gerhard Schlimpert (* 16. August 1930 in Leipzig; † 24. Dezember 1991 in Berlin) war ein deutscher Namenforscher der Slawistik, Hochschullehrer und Hauptautor der brandenburgischen Namenforschung.

## Leben
Schlimpert studierte von 1950 bis 1954 Slawistik an der Universität Leipzig, wo Reinhold Olesch zu seinen Lehrern zählte. Ihn faszinierte das Problem der slawisch-germanischen Beziehungen im Bereich der Eigennamen. 1958 promovierte er daher bei Rudolf Fischer mit einer Arbeit über slawische Personennamen in mittelalterlichen Quellen Deutschlands. 1972 erschien die Dissertation in einer gründlich überarbeiteten und im Umfang auf das Dreifache angewachsenen Neufassung, die als Standardwerk gilt.
Seit 1966 war er an der Akademie der Wissenschaften der DDR in Berlin tätig und wurde 1987 zum Professor ernannt. Er leitete dort die Arbeitsgruppe zur Ausarbeitung des Brandenburgischen Namenbuchs, für das er die Bände über Teltow (1972), Barnim (1985) und Jüterbog-Luckenwalde (1991) erarbeitete. Bezüglich der Ortsnamen (Toponymie) spezialisierte er sich auf Fragen der Gewässernamen (Hydronomie). Ihm gelang der Nachweis, dass außer slawischen und deutschen Bachnamen in diesem Bereich auch mit einer alten Schicht, also mit germanischen oder gar indogermanischen Namen, zu rechnen ist. Er schrieb den Band 10 (Die Gewässernamen Brandenburgs) im Rahmen des Brandenburgischen Namenbuchs, der fünf Jahre nach seinem Tod 1996 von Reinhard E. Fischer vollendet wurde.
In seiner Gremienarbeit sind hervorzuheben das Internationale Komitee der Namenforscher (ICOS), das Nationalkomitee der Slawisten in der DDR und die Redaktionsarbeit der Zeitschrift für Slawistik.

## Schriften
- Die Ortsnamen des Teltow (Brandenburgisches Namenbuch Band 3), Weimar 1972.
- Slawische Personennamen in mittelalterlichen Quellen Deutschlands, Berlin 1978
- Die Ortsnamen des Barnim (Brandenburgisches Namenbuch Band 5), Weimar 1984.
- Die Ortsnamen des Kreises Jüterbog-Luckenwalde (Brandenburgisches Namenbuch Band 7), Weimar 1991.
- Die Gewässernamen Brandenburgs (Brandenburgisches Namenbuch Band 10), vollendet durch Reinhard E. Fischer, Weimar 1996.